# Musée National de la maison Bonaparte

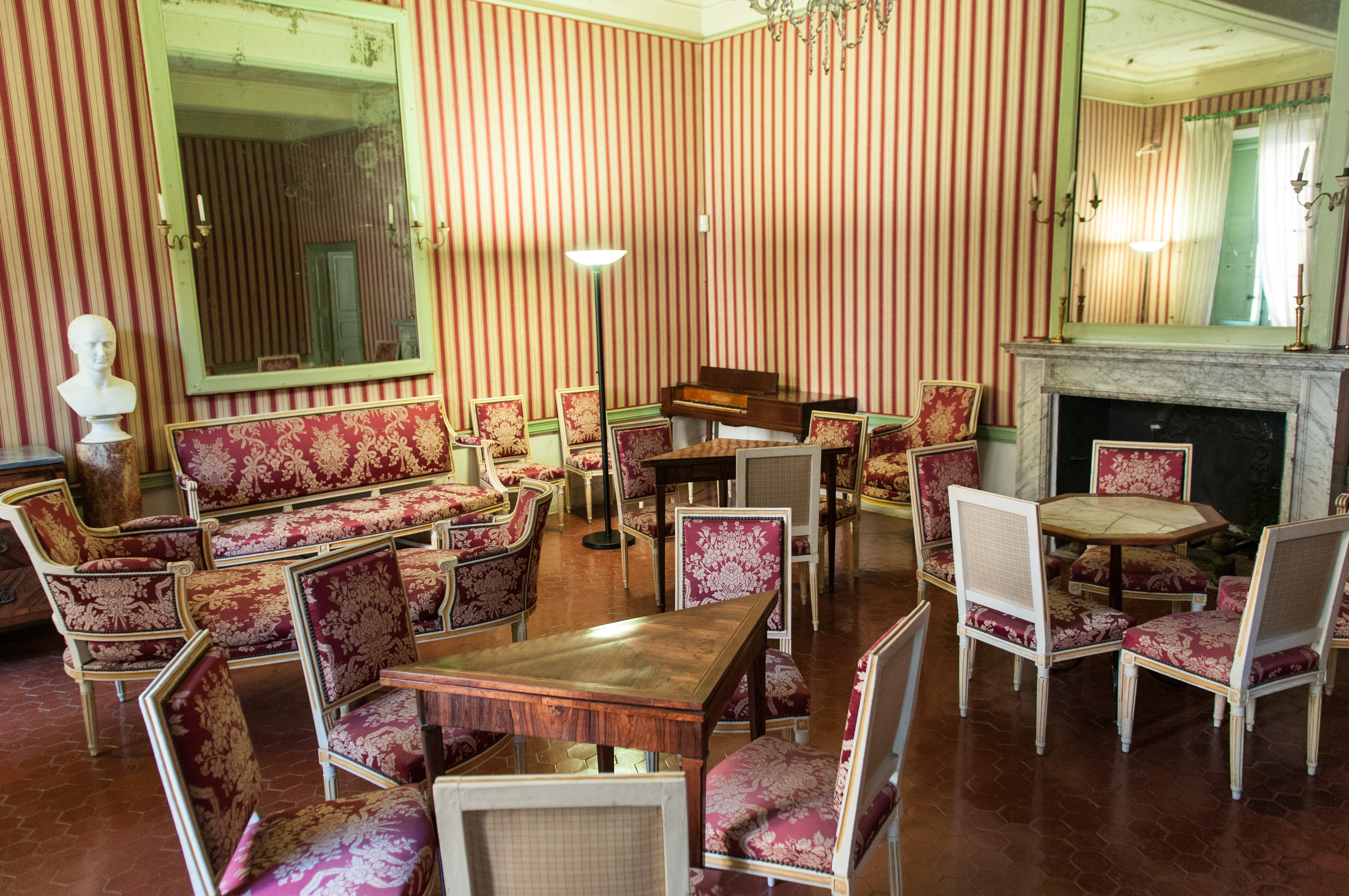
Een deel van het interieur

Het Musée National de la maison Bonaparte is een museum in Ajaccio (Corsica) gewijd aan de familie Bonaparte. Het museum is gevestigd in Casa Buonaparte, het geboortehuis van Napoleon Bonaparte, en is gestoffeerd met achttiende-eeuws meubilair en schilderijen en voorwerpen rond de familie Bonaparte.

## Casa Buonaparte
Het huis aan de Rue Saint-Charles in Ajaccio dateert waarschijnlijk uit de zeventiende eeuw. De familie Buonaparte bewoonde aanvankelijk enkel het gelijkvloers en de eerste verdieping. In 1793 moest de familie Buonaparte het huis ontvluchten. Britse troepen plunderden Ajaccio en ook het Casa Buonaparte. In 1796 keerde de familie terug. Charles Buonaparte, vader van Napoleon, liet een derde verdieping bouwen en knapte het huis op met stoffen en geschilderd behangpapier uit Marseille. In 1805 schonk Napoleon Bonaparte het huis aan een neef van de familie Ramolino. Het huis aan de overzijde van de straat werd in die periode gesloopt om er een parkje aan te leggen. In 1843 kocht Jozef Bonaparte het huis, echter zonder het meubilair.
Op 14 september 1860 bezocht keizer Napoleon III het huis. Hij kocht het meubilair van het huis terug. In 1923 werd het huis door de familie geschonken aan de Franse staat. In 1957 volgde een grondige restauratie van het huis en inhoud en werd het Casa Buonaparte geklasseerd als historisch monument. In 1967 werd het een museum.